# Павел Ярошинський
Павел Ярошинський (пол. Paweł Jaroszyński, нар. 2 жовтня 1994, Люблін, Польща) — польський футболіст, фланговий захисник італійського клубу «Салернітана». На правах оренди грає на батьківщині за «Краковію».

## Клубна кар'єра
Павел Ярошинський народився у місті Люблін. Кар'єру футболіста починав у молодіжній команді «Гурник» з Ленчна. Згодом футболіст перебрався до клубу «Краковія», де також починав у молодіжній команді. У сезоні 2013/14 Ярошинський дебютував у першій команді «Краковії».
Влітку 2017 року Ярошинський перейшов до італійського чемпіонату, де підписав контракт з клубом «К'єво» з міста Верона. Його перший виступ у новій команді відбувся у веронському дербі у Кубку Італії. 3 грудня 2017 року Павел зіграв перший матч у рамках Серії А.
Влітку 2019 року інший італійський клуб «Дженоа» оголосив про підписання контракту з польським захисником. Сума трансферу з «К'єво» до «Дженоа» становила 4 млн євро. Але у складі генуезького клубу Ярошинський не зіграв жодного матчу, а одразу відправився в оренду у клуб Серії В «Салернітана». Наступний сезон Ярошинський також провів в оренді. Цього разу його клубом стала «Пескара». У 2021 році захисник знову був відправлений в оренду, цього разу в добре йому відому «Салернітану», якак виграла турнір Серії В і підвищилася в класі.
Згодом «Салернітана» викупила контракт поляка, утім у свою чергу також віддала його в оренду, цього разу до його рідного клубу, «Краковії».

## Збірна
З 2015 по 2017 роки Павел Ярошинський регулярно викликався до складу молодіжної збірної Польщі, де зіграв у 12 - ти поєдинках.

## Особисте життя
Брат Павела Якуб Ярошинський є гравцем клубу «Гурник» (Ленчна). Батько Пйотр також професійно грав у футбол.